# Friedrich Brands
Friedrich Johann Wilhelm Brands (* 19. Januar 1892 in Probsthagen; † 31. März 1963 ebenda) war ein deutscher Politiker (DNVP).

## Leben
Brands nahm als Soldat bei den Ulanen am Ersten Weltkrieg teil. Beruflich war er als Schuhmachermeister in Probsthagen tätig.
Bei der Landtagswahl im Mai 1925 wurde Brands über die Einheitsliste, bestehend aus DVP, DNVP und Landbund, als Abgeordneter in den Landtag des Freistaates Schaumburg-Lippe gewählt, dem er bis 1931 angehörte. Bei der Landtagswahl im April 1928 zog er über die gemeinsame Liste aus DNVP und Landbund ins Parlament ein.
Friedrich Brands war zweimal verheiratet und hatte zwei Töchter.